# Phiraphan Salirathawiphak
Phiraphan Salirathawiphak (thaï : พีระพันธุ์ สาลีรัฐวิภาค), né le 21 février 1959 à Bangkok, est un homme politique thaïlandais. Vice-Premier ministre et ministre de l'Énergie au sein du gouvernement de Srettha Thavisin depuis le 1er septembre 2023, il est aussi l'actuel chef du parti de la Nation thaïe unie depuis le 3 août 2022.
Anciennement membre du Parti démocrate, qu'il quitte en 2019, il est, lors des élections législatives de 1996, élu pour la première fois membre de la Chambre des représentants pour la cinquième circonscription de Bangkok. En 2001, il est ensuite réélu sur la onzième circonscription de Bangkok, avant d'être élu sur liste proportionnel aux élections de 2005, de 2011 et de 2019. Il est, par ailleurs, pour les élections de 2007, élu à la troisième circonscription de Bangkok.
Il accède pour la première fois à une fonction ministérielle en étant nommé, le 20 décembre 2008, ministre de la Justice au sein du gouvernement de Aphisit Wetchachiwa. Le 19 décembre 2019, il est nommé, par un arrêté, conseiller du Premier ministre Prayut Chan-o-cha.
Le 4 octobre 2021, en adhérant entre temps au Palang Pracharat, parti relativement majoritaire au sein de la vingt-cinquième législature de la Chambre des représentants et soutien du gouvernement Chan-o-cha II, il est nommé conseiller du chef du parti par Prawit Wongsuwan, alors chef du parti. Il quitte ensuite le parti en avril 2022, pour rejoindre la Nation thaïe unie, parti soutenant le maintien de Prayut Chan-o-cha en tant que Premier ministre. Il est, par la suite, élu chef du parti lors d'une assemblée générale, le 3 août 2022,.
Le 20 décembre 2022, il est nommé, par un arrêté, conseiller du Premier ministre. Dans le cadre des élections législatives de 2023, il est le second candidat au poste de Premier ministre pour le parti de la Nation thaïe unie, le premier étant Prayut Chan-o-cha. Le parti n'ayant cependant pas remporté de majorité, et malgré son élection à la Chambre des représentants sur liste proportionnel, il remet sa démission dès son élection et n'est plus officiellement membre de la Chambre des représentants à partir du 30 juin 2023,, pour ainsi rester à son poste de conseiller.
La Nation thaïe unie rentrant dans la coalition gouvernementale du Pheu Thai fin août 2023, il est nommé ensuite début septembre vice-Premier ministre et ministre de l'Énergie au sein du gouvernement Thavisin.